# Carpodetaceae
Carpodetaceae é o nome botânico de uma família de plantas dicotiledóneas. No sistema APG esta família está colocada na ordem Asterales e compreende os seguintes géneros:
- Abrophyllum
- Carpodetus
- Cuttsia

São plantas arbóreas originárias da Nova Zelândia, Austrália e Nova Guiné.
No sistema APG II e no sistema APG III esta família é inválida e os seus géneros são incorporados na família Rousseaceae.
No sistema Angiosperm Phylogeny Website esta família é indicada como sinónimo da tribo Carpodetoideae, da família Rousseaceae.